# アメノオシホミミ
天忍穂耳尊／天忍穂耳命（アメノオシホミミ、旧字体：天忍󠄁穗耳尊󠄁／天忍󠄁穗耳命）は、日本神話に登場する神。アマテラスの子で、地神五代の2代目。神武天皇の高祖父。

## 概要
天照大神と素戔嗚尊の誓約で生まれた五皇子の長男。弟に天穂日命・天津彦根命・活津彦根命・熊野櫲樟日命がいる。
高皇産霊神の娘である栲幡千千姫命との間に瓊瓊杵尊をもうけた。
神武天皇は玄孫にあたる。

## 名称
- 正哉吾勝勝速日天忍穂耳尊（まさかつあかつかちはやひあめのおしほみみのみこと） - 『日本書紀』[1]第六段本文、第九段本文、第一の一書、第八の一書、『先代旧事本紀』
- 正哉吾勝勝速日天忍骨尊（まさかつあかつかちはやひあめのおしほねのみこと） - 『日本書紀』第六段第一の一書、第二の一書
- 勝速日天忍穂耳尊（かちはやひあめのおしほみみのみこと） - 『日本書紀』第六段第三の一書、第九段第一の一書
- 天忍穂耳尊（あめのおしほみみのみこと） - 『日本書紀』第九段第二の一書、『先代旧事本紀』
- 天忍穂根尊（あめのおしほねのみこと） - 『日本書紀』第九段第六の一書
- 天忍骨命（あめのおしほねのみこと） - 『日本書紀』第九段第七の一書
- 正勝吾勝勝速日天之忍穂耳命（まさかつあかつかちはやひあめのおしほみみのみこと） - 『古事記』[1]
- 天之忍穂耳命（あめのおしほみみのみこと） - 『古事記』
- 天忍穂耳命（あめのおしほみみのみこと） - 『古事記』
- 正哉吾勝勝速天穂別尊（まさかつあかつかちはやあめのほわけのみこと） - 『先代旧事本紀』

名義は「まさかつあかつ」は「正しく勝った、私が勝った」の意、「かちはやひ」は「勝つこと日の昇るが如く速い」または「素早い勝利の神霊」の意で、誓約の勝ち名乗りと考えられる。「おしほみみ」は威力（生命力）に満ちた稲穂の神の意と考えられる。
また「正勝」は「まさしく勝れている、立派だ」の意、神名の前半「正勝吾勝勝速日」は、天照大御神と須佐之男命との誓約で子を生んだ結果、須佐之男命が勝利を得た説話による称辞で、「天之」は「高天原の直系の」、「忍」は「威圧的な」、「穂」は「稲穂」、「耳」は「神霊」を二つ重ねた尊称と解し、名義は「まさしく立派に私は勝った、勝利の敏速な霊力のある、高天の原直系の、威圧的な、稲穂の神霊」と考えられる。また天孫降臨神話の主軸は「稲穂の穀霊」信仰および祭祀に関するため、神名にも「穂」を含むものが多い。

## 記述
※ 史料は、特記のない限り『日本書紀』本文に拠る。

アマテラスとスサノヲの誓約（『古事記』に基づく） SVGで表示（対応ブラウザのみ）

天忍穂耳尊は素戔嗚尊が天で自身の清い心を示すために生んだ五皇子の長男である。『日本書紀』神代紀第六段によると素戔嗚尊は姉の天照大神の前で「自分の心が清らかならば男神が生まれ、そうでなければ女神が生まれる」と誓約（うけい）を行ったという。そして姉から借り受けた勾玉をカリカリと噛んで掃き出し五皇子を生んだ。誓約に勝った素戔嗚尊の勝ち名乗りが「正哉吾勝」「勝速日」と考えられ最初に生まれた天忍穂耳尊の名前の一部となっている。天照大神も同時に素戔嗚尊から剣を受け取って女神を生んでおり、これが宗像三神である。誓約が終わったあと天照大神と素戔嗚尊は剣と勾玉を返すという形でお互いに生んだ子を取り替えた。そのため天忍穂耳尊たちは勾玉の持ち主である天照大神の子とされている。『日本書紀』の一書や『古事記』『先代旧事本紀』などでは剣と勾玉の交換の有無、神を生む所作、神が生まれた順番などで細かな違いがある。一貫しているのは素戔嗚尊が天忍穂耳尊ら男神を生み、天照大神がひきとって自分の子にしたということである。
天忍穂耳尊は高皇産霊神の娘である栲幡千千姫命との間に瓊瓊杵尊をもうけた。高皇産霊尊がこの孫を葦原中国の主にしようと画策するのが『日本書紀』神代紀第九段の内容である。以降の天忍穂耳尊の事績は無く、系譜上のみの神となっている。第一の一書や『古事記』だと葦原中国平定は天照大神が天忍穂耳尊を降臨させるために行われ、実際に天忍穂耳尊が天降ろうとする場面がある。しかし下界は物騒だとして途中で引き返してしまう。使者の神達によって大国主神から国譲りがされると再び天忍穂耳尊に降臨の命が下る。天忍穂耳尊はその間に生まれた息子の瓊瓊杵尊に行かせるようにと進言し、瓊瓊杵尊が天降ることになる（天孫降臨）。

## 系譜
基本的には五皇子の長男だが、『日本書紀』の一書では次男とされる。本文での子は瓊瓊杵尊のみだが、第九段第六の一書では瓊瓊杵尊のほかに天火明命をもうける。天火明命が兄で、瓊瓊杵尊が弟である。第九の一書では瓊瓊杵尊の代わりに「天照国照彦火明命」が生まれる。『先代旧事本紀』では「天照国照彦火明櫛玉饒速日命」と「天饒石国饒石天津彦火瓊瓊杵尊」の兄弟が生まれ、それぞれに天孫降臨神話がある。また名前からもわかるように天火明命と神武紀に登場する饒速日命が同一視されている。
また『日本書紀』第九段第七の一書ではいくつかの異伝が列挙されている。その一つには万幡姫ではなく、その娘の玉依姫命を娶るとあり、子の名前も瓊瓊杵尊ではなく天之杵火火置瀬尊（あめのぎほほぎせのみこと）という。別の異伝では天忍穂耳尊自体が勝速日命（かちはやひのみこと）、天大耳尊（あめのおおみみのみこと）という親子の神に分割されていて、天大耳尊が丹舄姫（にくつひめ）を娶り瓊瓊杵尊を得る。

### 系図
|            |            |            |            |            |            |          |          |                |                |                |                |                |                |          |          |              |              |              |              |              |              |  |  |  |  |  |  |  |  |  |  |  |  |  |  |  |  |  |  |
|            |            |            |            |            |            |          |          |                |                |                |                |                |                |          |          |              |              |              |              |              |              |  |  |  |  |  |  |  |  |  |  |  |  |  |  |  |  |  |  |
|            |            | 素戔鳴尊   | 素戔鳴尊   | 素戔鳴尊   | 素戔鳴尊   | 素戔鳴尊 | 素戔鳴尊 |                |                |                |                |                |                | 天照大神 | 天照大神 | 天照大神     | 天照大神     | 天照大神     | 天照大神     |              |              |  |  |  |  |  |  |  |  |  |  |  |  |  |  |  |  |  |  |
|            |            | 素戔鳴尊   | 素戔鳴尊   | 素戔鳴尊   | 素戔鳴尊   | 素戔鳴尊 | 素戔鳴尊 |                |                |                |                |                |                | 天照大神 | 天照大神 | 天照大神     | 天照大神     | 天照大神     | 天照大神     |              |              |  |  |  |  |  |  |  |  |  |  |  |  |  |  |  |  |  |  |
|            |            |            |            |            |            |          |          |                |                |                |                |                |                |          |          |              |              |              |              |              |              |  |  |  |  |  |  |  |  |  |  |  |  |  |  |  |  |  |  |
|            |            |            |            |            |            |          |          |                |                |                |                |                |                |          |          |              |              |              |              |              |              |  |  |  |  |  |  |  |  |  |  |  |  |  |  |  |  |  |  |
| 天穂日命   | 天穂日命   | 天穂日命   | 天穂日命   | 天穂日命   | 天穂日命   |          |          | 天忍穂耳尊     | 天忍穂耳尊     | 天忍穂耳尊     | 天忍穂耳尊     | 天忍穂耳尊     | 天忍穂耳尊     |          |          | 天津彦根命   | 天津彦根命   | 天津彦根命   | 天津彦根命   | 天津彦根命   | 天津彦根命   |  |  |  |  |  |  |  |  |  |  |  |  |  |  |  |  |  |  |
| 天穂日命   | 天穂日命   | 天穂日命   | 天穂日命   | 天穂日命   | 天穂日命   |          |          | 天忍穂耳尊     | 天忍穂耳尊     | 天忍穂耳尊     | 天忍穂耳尊     | 天忍穂耳尊     | 天忍穂耳尊     |          |          | 天津彦根命   | 天津彦根命   | 天津彦根命   | 天津彦根命   | 天津彦根命   | 天津彦根命   |  |  |  |  |  |  |  |  |  |  |  |  |  |  |  |  |  |  |
| 〔出雲氏〕 | 〔出雲氏〕 | 〔出雲氏〕 | 〔出雲氏〕 | 〔出雲氏〕 | 〔出雲氏〕 |          |          | 瓊瓊杵尊       | 瓊瓊杵尊       | 瓊瓊杵尊       | 瓊瓊杵尊       | 瓊瓊杵尊       | 瓊瓊杵尊       |          |          | 〔凡河内氏〕 | 〔凡河内氏〕 | 〔凡河内氏〕 | 〔凡河内氏〕 | 〔凡河内氏〕 | 〔凡河内氏〕 |  |  |  |  |  |  |  |  |  |  |  |  |  |  |  |  |  |  |
| 〔出雲氏〕 | 〔出雲氏〕 | 〔出雲氏〕 | 〔出雲氏〕 | 〔出雲氏〕 | 〔出雲氏〕 |          |          | 瓊瓊杵尊       | 瓊瓊杵尊       | 瓊瓊杵尊       | 瓊瓊杵尊       | 瓊瓊杵尊       | 瓊瓊杵尊       |          |          | 〔凡河内氏〕 | 〔凡河内氏〕 | 〔凡河内氏〕 | 〔凡河内氏〕 | 〔凡河内氏〕 | 〔凡河内氏〕 |  |  |  |  |  |  |  |  |  |  |  |  |  |  |  |  |  |  |
|            |            |            |            |            |            |          |          |                |                |                |                |                |                |          |          |              |              |              |              |              |              |  |  |  |  |  |  |  |  |  |  |  |  |  |  |  |  |  |  |
| 天火明命   | 天火明命   | 天火明命   | 天火明命   | 天火明命   | 天火明命   |          |          | 火折尊         | 火折尊         | 火折尊         | 火折尊         | 火折尊         | 火折尊         |          |          | 火須勢理命   | 火須勢理命   | 火須勢理命   | 火須勢理命   | 火須勢理命   | 火須勢理命   |  |  |  |  |  |  |  |  |  |  |  |  |  |  |  |  |  |  |
| 天火明命   | 天火明命   | 天火明命   | 天火明命   | 天火明命   | 天火明命   |          |          | 火折尊         | 火折尊         | 火折尊         | 火折尊         | 火折尊         | 火折尊         |          |          | 火須勢理命   | 火須勢理命   | 火須勢理命   | 火須勢理命   | 火須勢理命   | 火須勢理命   |  |  |  |  |  |  |  |  |  |  |  |  |  |  |  |  |  |  |
| 〔尾張氏〕 | 〔尾張氏〕 | 〔尾張氏〕 | 〔尾張氏〕 | 〔尾張氏〕 | 〔尾張氏〕 |          |          | 鸕鶿草葺不合尊 | 鸕鶿草葺不合尊 | 鸕鶿草葺不合尊 | 鸕鶿草葺不合尊 | 鸕鶿草葺不合尊 | 鸕鶿草葺不合尊 |          |          | 〔隼人〕     | 〔隼人〕     | 〔隼人〕     | 〔隼人〕     | 〔隼人〕     | 〔隼人〕     |  |  |  |  |  |  |  |  |  |  |  |  |  |  |  |  |  |  |
| 〔尾張氏〕 | 〔尾張氏〕 | 〔尾張氏〕 | 〔尾張氏〕 | 〔尾張氏〕 | 〔尾張氏〕 |          |          | 鸕鶿草葺不合尊 | 鸕鶿草葺不合尊 | 鸕鶿草葺不合尊 | 鸕鶿草葺不合尊 | 鸕鶿草葺不合尊 | 鸕鶿草葺不合尊 |          |          | 〔隼人〕     | 〔隼人〕     | 〔隼人〕     | 〔隼人〕     | 〔隼人〕     | 〔隼人〕     |  |  |  |  |  |  |  |  |  |  |  |  |  |  |  |  |  |  |
|            |            |            |            |            |            |          |          | 1 神武天皇     |                |                |                |                |                |          |          |              |              |              |              |              |              |  |  |  |  |  |  |  |  |  |  |  |  |  |  |  |  |  |  |

## 妻子
（特記以外は『日本書紀』本文による。「紀」は『日本書紀』を、「記」は『古事記』をさす。）
- 妻：栲幡千千姫命（たくはたちぢひめ、記：万幡豊秋津師比売命） - 高皇産霊神の娘で、思兼神の妹。
  - 饒速日命（にぎはやひのみこと） - 天津神。別名邇芸速日命、天火明命、饒速日命、櫛玉命、天照国照彦火明櫛玉饒速日命、櫛玉神饒速日命等。太陽神。妻は登美夜毘売。
  - 天津彦彦火瓊瓊杵尊（あまつひこひこほのににぎのみこと、記：天邇岐志国邇岐志天津日高日子番能邇邇芸命）[1][2] - 皇孫（すめみま）、天孫（あめみま）。
  - 天火明命（あめのほあかり） - 『古事記』、『日本書紀』第九段第六の一書、第八の一書[1][2]     - 尾張氏の祖（紀）。『日本書紀』本文、第二・第三・第五・第七の一書では瓊瓊杵尊の子。『先代旧事本紀』では「天照国照彦火明櫛玉饒速日命」という名で饒速日命と同一神とする。

## 信仰
稲穂の神、農耕神として信仰されている。

## 天忍穂耳を祀る主な神社（都道府県番号順）
- 吾勝神社（岩手県一関市）
- 石手堰神社（岩手県奥州市）
- 保呂羽神社（宮城県南三陸町）
- 駒形根神社（宮城県栗原市）
- 木幡神社（栃木県矢板市）
- 伊豆山神社（静岡県熱海市）
- 津田神社（三重県多気町）
- 宇賀多神社（三重県志摩市）
- 太郎坊宮（滋賀県東近江市）
- 許波多神社（京都府宇治市）
- 泉穴師神社（大阪府泉大津市）
- 當勝神社（兵庫県朝来市山東町粟鹿2143）
- 天日神社（兵庫県伊丹市）
- 二宮神社（兵庫県神戸市）
- 天忍穂耳神社（奈良県生駒市）
- 勝手神社（奈良県大和高田市）
- 富田八幡宮（勝日神社）（島根県安来市）
- 天忍穂別神社（高知県香南市）
- 鷲尾愛宕神社（福岡県福岡市）
- 英彦山神宮（福岡県添田町）
- 西寒多神社（大分県大分市）